# Sarah Sayed
Pour les articles homonymes, voir Sayed.
Sarah Assem Aly Sayed Aly, née le 25 février 1988, est une karatéka égyptienne pratiquant le kata.

## Carrière
Elle est médaillée d'or aux Championnats d'Afrique de karaté 2008 à Cotonou, aux Championnats d'Afrique de karaté 2010 au Cap et aux Jeux africains de 2011 à Maputo.
Elle remporte la médaille d'argent aux Jeux africains de 2015 à Brazzaville. Elle rentre dans l'histoire du karaté égyptien aux Championnats du monde de karaté 2016 en devenant la première Égyptienne à atteindre une finale mondiale de kata féminin ; elle est défaite en finale par la Japonaise Kiyou Shimizu. Elle obtient la médaille d'or aux Championnats d'Afrique de karaté 2018 à Kigali et la médaille d'argent aux Championnats d'Afrique de karaté 2019 à Gaborone.
Elle est médaillée d'argent en kata individuel aux Jeux africains de 2019 à Rabat.